# Miša Molk
Marija Miša Molk, slovenska novinarka, scenaristka, urednica in televizijska voditeljica, * 6. september 1954, Vrhnika.

## Življenjepis
Molkova je z nalogo »Stili in struktura jezika v naslovu športnega komentarja« diplomirala iz novinarstva leta 1980 na Fakulteti za sociologijo, politologijo in novinarstvo v Ljubljani. Zanjo je prejela študentsko Prešernovo nagrado. Že v času študija je delala na RTV Slovenija, in sicer od leta 1976; najprej kot honorarna sodelavka v uredništvu Mladinskega in otroškega programa, od leta 1979 pa kot redno zaposlena urednica in televizijska voditeljica. Med letoma 1984 in 1989 pa je bila tudi vodja interesnih dejavnosti študentov Univerze v Ljubljani. V poletju 2018 je naznanila kandidaturo za direktorico Televizije Slovenija.
Na RTV Slovenija je zasedala naslednje položaje:
1989 - 1995  urednica, voditeljica, scenaristka, novinarka - komentatorka
2004 - 2004  odgovorna urednica Športnih in Razvedrilnih programov
2004 - 2008  voditeljica in vodja projektov
2008 - 2013  varuhinja pravic gledalcev in poslušalcev RTV SLO
Leta 2013  jo je po izteku petletnega mandata na tem položaju zamenjal Lado Ambrožič.
Nadaljevala je delo na RTVSLO kot voditeljica in koscenaristka javnih prireditev.
Mentorica in organizatorka tečajev za delo pred kamerami.
Bila je ena izmed 571 podpisnikov Peticije zoper cenzuro in politične pritiske na novinarje v Sloveniji.

## Naslovi in funkcije
- vodja interesnih dejavnosti študentov Univerze v Ljubljani.
- od 2004: vodja projektov
- 1996-2004: 8 LET ODGOVORNA UREDNICA  RAZVEDRILNEGA PROGRAMA TV SLOVENIJA
- 1994-1996: ČLANICA SVETA RTV SLO
- od 2000 do 2007: PODPREDSEDNICA EKSPERTNE SKUPINE RAZVEDRILNIH PROGRAMOV EVROPSKIH RADIOTELEVIZIJ (EBU)
- od 2000: ČLANICA EKSPERTNE SKUPINE ZA IZVEDBO PROJEKTA PESEM EVROVIZIJE PRI EBU
- 2001, 2002, 2003 in 2004: ČLANICA KOMISIJE ZA PODELITEV NAGRADE FRANA MILČINSKEGA JEŽKA
- od 2005 ČLANICA SKUPINE ZA RAZVOJ FORMATOV V EBU

Vodila in pripravljala je številne oddaje in javne prireditve:
- 1984: Melodije morja in sonca 1984 (z Dariem Diviacchijem)
- 1986: Melodije morja in sonca 1986 (z Sandrom Damianijem)
- 1989: Melodije morja in sonca 1989 (z italijanskim voditeljem)
- 1990: Melodije morja in sonca 1990 - 1. večer
- 1992: Melodije morja in sonca 1992 (z Andrejem Šifrerjem)
- 1997: Melodije morja in sonca 1997 (s Sandrom Damianijem)
- 2001: Ema 2001 - finale (z Marcelom Štefančičem jr.)
- 2002: Ema 2002 - finalni izbor (z Andreo Effe)
- 2003: Ema 2003 - s Petrom Polesom
- 2004: Ema 04 - finalni izbor
- 2006: Slovenska popevka 2006 (s Petrom Polesom)
- 2010: Slovenska popevka 2010
- 2013: Slovenska popevka 2013
- 2023: Misija Liverpool - oddaja pred Eurosongom 2023

### Članica strokovne izborne komisije na EMI
- 1999: Ema '99 - izborna komisija, ki je skupaj z gledalci izbrala zmagovalca Eme
- 2014: Ema 14 - žirija, ki je izbrala pesmi za nastop na Emi

## Nagrade
- 3 x Zlati ekran (revija 7dni)
- 2 x Nagrada Gordane Bonetti
- 2 x Kristalni globus (časopis Nedeljski dnevnik)
- 6 x Viktor (revija STOP)
- Priznanje za večletno vodenje in urednikovanje festivala Melodije morja in sonca